# Charles Owen Hobaugh
Charles Owen Hobaugh   (Bar Harbor, 5 de novembre de 1961) és un exastronauta de la NASA i oficial retirat del Cos de Marines dels Estats Units. Ha realitzat tres vols espacials, tots ells missions del transbordador espacial a l'Estació Espacial Internacional, amb una durada d'entre 10 i 13 dies.
Hobaugh va ser seleccionat com astronauta el 1996, i el seu primer vol espacial va ser el STS-104, pel qual va ser designat pilot del transbordador espacial Atlantis. Aquesta missió va tenir lloc el juliol de 2001, menys d'un any després que l'estació espacial rebés la seva primera tripulació de llarga durada. El seu últim vol espacial va ser el novembre de 2009, STS-129, aquesta vegada va ser designat Comandant. En total, ha registrat 36 dies a l'espai.